# Azapropazone
Azapropazone là thuốc chống viêm không steroid (NSAID). Nó được sản xuất bởi Goldshield dưới tên thương mại Rheumox.
Nó có sẵn ở Anh dưới dạng thuốc theo toa, với những hạn chế do một số chống chỉ định và tác dụng phụ. Azopropazone hiện đã bị ngưng sử dụng trong Danh mục thuốc quốc gia Anh.
Azapropazone có thời gian bán hủy khoảng 20 giờ ở người và không được chuyển hóa rộng rãi.